# Виктор (Калифорнија)
Виктор (енгл. Victor) насељено је место без административног статуса у америчкој савезној држави Калифорнија.

## Демографија
По попису из 2010. године број становника је 293.
| Група             | 2000.    | 2010.       |
| Белци             | 0 (0,0%) | 113 (38,6%) |
| Афроамериканци    | 0 (0,0%) | 0 (0,0%)    |
| Азијати           | 0 (0,0%) | 19 (6,5%)   |
| Хиспаноамериканци | 0 (0,0%) | 150 (51,2%) |
| Укупно            | 0        | 293         |